# Sangue Misto
Sangue Misto, est un groupe de hip-hop italien. Durant son existence, il est composé de DJ Gruff, Neffa et Deda. Les membres sont originaires de Bologne, Scafati en province de Salerne et Terralba, en province d'Oristano.
Leur premier album, SXM, publié en 1994 au label  Century Vox, est considéré par la presse spécialisée locale comme le pilier du hip-hop italien. Tous les membres se consacrent à des projets solos et secondaires : Neffa en 2001, se consacre à la musique pop ; Deda fonde le groupe Melma & Merda, aux côtés des rappeurs Kaos One et Sean, avec qui il publie l'album Merda e Melma en 1999 ; DJ Gruff fonde le crew Alien Army.

## Biographie

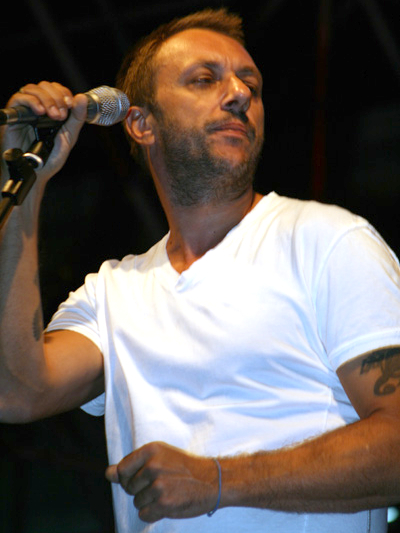
Neffa en 2007.

Sangue Misto est né du groupe Isola Posse All Stars, originaire de Bologne, au début des années 1990, avec Assalti Frontali, Kaos One et Bassi Maestro. Après l'Isola Posse All Stars, Neffa, Deda et DJ Gruff, forment Sangue Misto ; des raisons qui ont conduit à la fin de ce premier groupe sont expliquées dans une interview accordée à Neffa par le magazine Aelle. Le groupe se forme dans la scène du hip-hop italien underground. La première formation de Sangue Misto, comprend Papa Ricky et Gopher D (Sud Sound System), DJ Fabbri, Deda et Neffa ; le style reggae et raggamuffin de Ricky et Gopher et celui de rap/hip-hop de Deda et Neffa mènent à des divergences et donc à une séparation. 
À cette période, Deda et Neffa recrutent DJ Gruff afin de poursuivre le projet. Gruff a déjà publié Rapadopa dans lequel des rappeurs de la scène nationale participaent comme Kaos One, DJ Skizo et même Neffa et Deda
En 1994, le line-up du groupe prend définitivement forme et le groupe publie alors son premier album studio, SXM.
Le label Century Vox s'occupant de la distribution, SXM fait face à un problème de marketing. En 1995, Sangue Misto participe à la compilation Zona a Rischio, un album autoproduit du centre social de Bologne Livello 57, sur la chanson Paura. La même année, DJ Gruff quitte le groupe et ce dernier se rebaptise SM Clique. Leur dernière réalisation sous le nom Sangue Misto date de 1997 et s'intitule Nella luce delle 6:00. Le groupe ne donne plus signe de vie dès 1999.

## Discographie

### Album studio
- 1994 : SXM

### Album live
- 1995 : Live Padova

### Singles
- 1994 : Senti come suona
- 1995 : Cani sciolti / Solo Mono

### Compilations
- 1993 : Straniero nella mia nazione (dans Senza tetto non ci sto)
- 1994 : Solo Paura (dans Livello 57 - Zona A Rischio)
- 1997 : Nella luce delle 06:00 (dans Torino Boys)